# Moon Over Miami
Moon Over Miami é um filme de comédia romântica musical estadunidense de 1941 dirigido por Walter Lang e protagonizado por Don Ameche e Betty Grable. Foi adaptado da peça de Stephen Powys.
Anteriormente, a Twentieth Century Fox utilizou a peça de Powys em uma versão não musical do filme Three Blind Mice (1938) dirigido por William A. Seiter. Em 1946, o estúdio produziu o filme Three Little Girls in Blue, baseado na peça Powys, dirigido por H. Bruce Humberstone e estrelado por June Haver e George Montgomery.

## Elenco
- Don Ameche	como Phil O'Neil
- Betty Grable como Kay Latimer
- Robert Cummings como Jeffrey Boulton
- Carole Landis como Barbara Latimer
- Jack Haley	como Jack O'Hara
- Charlotte Greenwood como Susan Latimer
- Cobina Wright como Connie Fentress
- Lynne Roberts como Jennie May
- Robert Conway como Senhor Lester
- George Lessey como William Boulton

## Recepção
O filme não agradou o crítico de cinema do New York Times que o chamou de uma "média comédia musical", mas que o público poderia "se deslumbrar com Betty Grable e Carole Landis em cores".